# Странен
Странен или още Страня, Истранян, Истирнани и Истране, (на гръцки: Πέρασμα, Перасма, до 1927 година Ιστράνε, Истране или Ιστράνια) е село в Република Гърция, в историко-географската област Чеч, на територията на дем Неврокоп в област Източна Македония и Тракия.

## География
Странен се намира на 400 m надморска височина на десния бряг на река Места и попада в историко-географската област Чеч. Съседните му села са Долна Лакавица, Борово и Връщен. Селото се намира на брега на язовир Черешовско езеро.

## История

### Етимология
Според Йордан Н. Иванов Странен е жителско име от началното *Страняне от местното име *Страна, от страна. Формата Истранен е с протеза на и.

### В Османската империя
В откъс от списък на населените места с регистрирани имена на главите на домакинствата, съставен между 1498 и 1502 година, в село Странен (Странина) са регистрирани 17 немюсюлмански домакинства, 6 неженени и 1 вдовица. В съкратен регистър на тимари, зиамети и хасове в ливата Паша от 1519 година село Странен (Истаране) е вписано както следва - немюсюлмани: 38 домакинства, неженени - 11, вдовици - 1. В подробен регистър на тимари, зиамети, хасове, чифлици, мюлкове и вакъфи в казите и нахиите по териториите на санджака Паша от 1524-1537 година от село Странен (Истранян) са регистрирани мюсюлмани: 1, неженени - 1; немюсюлмани: 19, неженени - 2, вдовици - 4. В съкратен регистър на санджаците Паша, Кюстендил, Вълчитрън, Призрен, Аладжа хисар, Херск, Изворник и Босна от 1530 година са регистрирани броят на мюсюлманите и немюсюлманите в населените места. Регистрирано е и село Странен (Истранян) с мюсюлмани: 1, неженени - 1; немюсюлмани: 19, неженени - 2, вдовици - 4. В подробен регистър на санджака Паша от 1569-70 година е отразено данъкоплатното население на Странен (Страни) както следва: мюсюлмани - 1 семейство и 2 неженени; немюсюлмани - 8 семейства и 22 неженени. В подробен регистър за събирането на данъка авариз от казата Неврокоп за 1723 година от село Странен (Истирнани) с общо 18 мюсюлмански домакинства, като едно е на спахия.
В XIX век Странен е мюсюлманско село в Неврокопска каза на Османската империя. В „Етнография на вилаетите Адрианопол, Монастир и Салоника“, издадена в Константинопол в 1878 година и отразяваща статистиката на населението от 1873 година, Странен (Stranen) е посочено като село с 50 домакинства и 160 жители помаци. Според Стефан Веркович към края на XIX век Странен (Сранен) има помашко мъжко население 179 души, което живее в 50 къщи. Съгласно статистиката на Васил Кънчов („Македония. Етнография и статистика“) към 1900 година Странен (Страня) е помашко селище. В него живеят 284 българи мохамедани в 60 къщи.

### В Гърция
Селото е освободено от османска власт по време на Балканската война от части на българската армия. По данни на БПЦ, към края на 1912 и началото на 1913 година в Странен живеят 67 семейства или общо 288 души.
След Междусъюзническата война от 1913 година Странен попада в пределете на Гърция. Според гръцката статистика, през 1913 година в Странен (Ιστράνε, Истране) живеят 282 души.
През 1923 година жителите на селото са изселени в Турция по силата на Лозанския договор. Жителите на Странен емигрират в Турция. През 1927 година името на селото е сменено от Истране (Ιστράνε) на Перасма (Πέρασμα), което в превод означава „проход“. През 1928 година в Странен са заселени 15 гръцки семейства с 56 души - бежанци от Турция. По данни от преброяването през 2001 година в селото са останали само 28 души.
Населението отглежда тютюн, жито и други земеделски култури, като се занимава и със скотовъдство.
| Година    | 1913 | 1920 | 1928 | 1940 | 1951 | 1961 | 1971 | 1981 | 1991 | 2001 | 2011 | 2021 |
| --------- | ---- | ---- | ---- | ---- | ---- | ---- | ---- | ---- | ---- | ---- | ---- | ---- |
| Население | 282  | 196  | 40   | 152  | 0    | 170  | 47   | 45   | 35   | 28   | 26   | 34   |